# Bengt Hinnerson
Bengt Becke Hinnerson, född 1939 i Göteborg, är en svensk målare och grafiker. Han utbildade sig på Valands konsthögskola och i London. Han har arbetat som lärare på Lillhagens sjukhus i Göteborg och kombinerar ofta bild och ord i poetiskt och politiskt syfte.